# Opel (album)
Pour les articles homonymes, voir Opel (homonymie).
Albums de Syd Barrett
The Peel Session
(1987) Octopus: The Best of Syd Barrett
(1992)
Opel est une compilation de Syd Barrett. Il s'agit en fait de prises alternatives de chansons de ses albums solo précédents, The Madcap Laughs et Barrett et de chansons enregistrées à cette occasion mais qui n'ont pas été retenues.

## Liste des chansons
Toutes les chansons sont de Syd Barrett, sauf Golden Hair (Barrett, Joyce).
Entre parenthèses, les noms des producteurs de chaque chanson.
| No  | Titre                                 | Durée |
| --- | ------------------------------------- | ----- |
| 1.  | Opel (Jones)                          | 6:26  |
| 2.  | Clowns and Jugglers (Jenner)          | 3:27  |
| 3.  | Rats (Gilmour)                        | 3:12  |
| 4.  | Golden Hair (Barrett, Gilmour)        | 1:44  |
| 5.  | Dolly Rocker (Gilmour)                | 3:01  |
| 6.  | Word Song (Gilmour)                   | 3:19  |
| 7.  | Wined and Dined (Gilmour)             | 3:03  |
| 8.  | Swan Lee (Silas Lang) (Jenner, Jones) | 3:13  |
| 9.  | Birdie Hop (Gilmour)                  | 2:30  |
| 10. | Let's Split (Gilmour)                 | 2:23  |
| 11. | Lanky (Part One) (Jenner)             | 5:32  |
| 12. | Dark Globe (Gilmour, Waters)          | 3:00  |
| 13. | Milky Way (en) (Gilmour)              | 3:07  |
| 14. | Golden Hair (Jenner)                  | 1:56  |

### Titres bonus (réédition de 1993)
| No | Titre                 | Durée |
| -- | --------------------- | ----- |
| 1. | Gigolo Aunt           | 4:02  |
| 2. | It is Obvious         | 3:44  |
| 3. | It is Obvious         | 3:06  |
| 4. | Clowns and Jugglers   | 3:33  |
| 5. | Late Night            | 3:19  |
| 6. | Effervescing Elephant | 1:28  |

## Crédits

### Musiciens
- Syd Barrett : guitare, chant
- Hugh Hopper : basse sur la piste 2
- Mike Ratledge : claviers sur la piste 2
- Robert Wyatt : batterie sur la piste 2

### Production
- Syd Barrett : producteur
- David Gilmour : producteur
- Peter Jenner : producteur
- Malcolm Jones : producteur
- Roger Waters : producteur
- Gareth Cousins (id) : mixage